# Екологічна експертиза
Екологі́чна експерти́за — вид науково-практичної діяльності спеціально уповноважених державних органів, еколого-експертних формувань та об'єднань громадян, що ґрунтується на міжгалузевому екологічному дослідженні, аналізі та оцінці передпроєктних, проєктних та інших матеріалів чи об'єктів, реалізація і дія яких може негативно впливати або впливає на стан навколишнього природного середовища та здоров'я людей, і спрямована на підготовку висновків про відповідність запланованої чи здійснюваної діяльності нормам і вимогам законодавства про охорону навколишнього природного середовища, раціональне використання і відтворення природних ресурсів, забезпечення екологічної безпеки.

## Екологічна експертиза в Україні
Закон України "Про екологічну експертизу" [Архівовано 27 грудня 2018 у Wayback Machine.] втратив чинність 18.12.2017 року на підставі введення в дію Закону України "Про оцінку впливу на довкілля" [Архівовано 25 березня 2019 у Wayback Machine.]
Законодавство про екологічну експертизу

Відносини в галузі екологічної експертизи регулюються  Законом України "Про охорону навколишнього природного середовища" ( 1264-12 ) та іншими актами законодавства України.

### Завдання законодавства про екологічну експертизу
Завданням законодавства про екологічну експертизу є регулювання суспільних відносин в галузі екологічної експертизи для забезпечення екологічної безпеки, охорони навколишнього природного середовища, раціонального використання і відтворення природних ресурсів, захисту екологічних прав та інтересів громадян і держави.

### Мета екологічної експертизи
Метою екологічної експертизи є запобігання негативному впливу антропогенної діяльності на стан навколишнього природного середовища та здоров'я людей, а також оцінка ступеня екологічної безпеки господарської діяльності та екологічної ситуації на окремих територіях і об'єктах.

### Основні завдання екологічної експертизи
Основними завданнями екологічної експертизи є:
1) визначення ступеня екологічного ризику і безпеки запланованої чи здійснюваної діяльності;
2) організація комплексної, науково обґрунтованої оцінки об'єктів екологічної експертизи;
3) встановлення відповідності об'єктів експертизи вимогам екологічного законодавства, будівельних норм і правил;
4) оцінка впливу діяльності об'єктів екологічної експертизи на стан навколишнього природного середовища і якість природних ресурсів;
5) оцінка ефективності, повноти, обґрунтованості та достатності заходів щодо охорони навколишнього природного середовища;
6) підготовка об'єктивних, всебічно обґрунтованих висновків екологічної експертизи.

### Основні принципи екологічної експертизи
Основними принципами екологічної експертизи є:
1. Гарантування безпечного для життя та здоров'я людей навколишнього природного середовища;
2. Збалансованість екологічних, економічних, медико-біологічних і соціальних інтересів та врахування громадської думки;
3. Наукова обґрунтованість, незалежність, об'єктивність, комплексність, варіантність, превентивність, гласність;
4. Екологічна безпека, територіально-галузева і економічна доцільність реалізації об'єктів екологічної експертизи, запланованої чи здійснюваної діяльності;
5. Державне регулювання;
6. Законність.

### Об'єкти екологічної експертизи
Об'єктами екологічної експертизи є: 
- проєкти законодавчих та інших нормативно-правових актів,
- передпроєктні, проєктні матеріали,
- документація по впровадженню нової техніки, технологій, матеріалів, речовин, продукції, генетично-модифікованих організмів, реалізація яких може призвести до порушення екологічних нормативів, негативного впливу на стан навколишнього природного середовища.

Екологічній експертизі можуть підлягати екологічні ситуації, що склалися в окремих населених пунктах і регіонах, а також діючі об'єкти та комплекси, що мають значний негативний вплив на стан навколишнього природного середовища. Військові, оборонні та інші об'єкти, інформація про які становить державну таємницю, підлягають екологічній експертизі відповідно до цього Закону та інших спеціальних законодавчих актів України.

### Загальні вимоги щодо проведення екологічної експертизи
До документації на об'єкти екологічної експертизи додаються обґрунтування щодо забезпечення екологічної безпеки запланованої чи здійснюваної діяльності з комплексною еколого-економічною оцінкою існуючого чи передбачуваного впливу на стан навколишнього природного середовища, оцінкою екологічного ризику та з альтернативними прогнозними варіантами зменшення цього впливу.
Особи, які передають документацію на об'єкти екологічної експертизи, у разі необхідності організують і фінансують проведення додаткових досліджень, пошукових і експертних робіт, забезпечують гласність і враховують громадську думку щодо запланованої чи здійснюваної діяльності, гарантують достовірність попередньої оцінки впливу на навколишнє природне середовище, що відображається в Заяві про екологічні наслідки діяльності.

### Суб'єкти екологічної експертизи
Суб'єктами екологічної експертизи є:
1. Спеціально уповноважений центральний орган виконавчої влади з питань екології та природних ресурсів, його органи на місцях, створювані ними спеціалізовані установи, організації та еколого-експертні підрозділи чи комісії;
2. Інші державні органи, місцеві Ради і органи виконавчої влади на місцях відповідно до законодавства;
3. Громадські організації екологічного спрямування чи створювані ними спеціалізовані формування;
4. Інші установи, організації та підприємства, в тому числі іноземні юридичні і фізичні особи, які залучаються до проведення екологічної експертизи;
5. Окремі громадяни в порядку, передбаченому цим Законом та іншими актами законодавства.

### Гласність екологічної експертизи
Замовники екологічної експертизи об'єктів, що в процесі реалізації (будівництва, експлуатації тощо) можуть негативно впливати на стан навколишнього природного середовища, зобов'язані оголосити через засоби масової інформації про проведення екологічної експертизи у спеціальній Заяві про екологічні наслідки діяльності. Еколого-експертні органи чи формування після завершення екологічної експертизи повідомляють про її висновки через засоби масової інформації.

#### Участь громадськості в процесі екологічної експертизи
З метою врахування громадської думки суб'єкти екологічної експертизи проводять публічні слухання або відкриті засідання. Участь громадськості в процесі екологічної експертизи може здійснюватись шляхом виступів у засобах масової інформації, подання письмових зауважень, пропозицій і рекомендацій, включення представників громадськості до складу експертних комісій, груп по проведенню громадської екологічної експертизи. Підготовка висновків екологічної експертизи і прийняття рішень щодо подальшої реалізації (використання, застосування, експлуатації тощо) об'єкта екологічної експертизи здійснюються з урахуванням громадської думки.

## Форми екологічної експертизи
В Україні здійснюються державна, громадська та інші екологічні експертизи.
Висновки державної екологічної експертизи є обов'язковими для виконання.
Приймаючи рішення щодо подальшої реалізації об'єктів екологічної експертизи, висновки державної екологічної експертизи враховуються нарівні з іншими видами державних експертиз. Висновки громадської та іншої екологічної експертизи мають рекомендаційний характер і можуть бути враховані при проведенні державної екологічної експертизи, а також при прийнятті рішень
щодо подальшої реалізації об'єкта екологічної експертизи.

### Державна екологічна експертиза
Державна екологічна експертиза організується і проводиться еколого
експертними підрозділами, спеціалізованими установами, організаціями або
спеціально створюваними комісіями спеціально уповноваженого центрального
органу виконавчої влади з питань екології та природних ресурсів, його органів на місцях із залученям інших органів державної виконавчої влади.
Державна екологічна експертиза інвестиційних програм і проєктів будівництва здійснюється згідно зі статтями 8 та 15 Закону України "Про інвестиційну діяльність". До проведення державної екологічної експертизи можуть у встановленому порядку залучатися фахівці інших установ, організацій і підприємств, а також експерти міжнародних організацій.
Здійснення державної екологічної експертизи є обов'язковим для видів діяльності та об'єктів, що становлять підвищену екологічну небезпеку. Перелік видів діяльності та об'єктів, що становлять підвищену екологічну небезпеку, встановлюється Кабінетом Міністрів України за поданням спеціально уповноваженого центрального органу виконавчої влади з питань екології та природних ресурсів і спеціально уповноваженого центрального органу виконавчої влади з питань охорони здоров'я. Проведення додаткових державних екологічних експертиз здійснюється за ініціативою заінтересованих осіб на підставі договору про надання еколого-експертних послуг або за рішенням Кабінету Міністрів України, Уряду Автономної Республіки Крим, місцевих Рад чи їх виконавчих комітетів.

#### Функції державної екологічної експертизи
Державній екологічній експертизі підлягають:
1. Державні інвестиційні програми, проєкти схем розвитку і розміщення продуктивних сил, розвитку окремих галузей народного господарства;
2. Проєкти генеральних планів населених пунктів, схем районного планування, схем генеральних планів промислових вузлів, схем розміщення підприємств у промислових вузлах і районах, схем упорядкування промислової забудови, інша передпланова і передпроєктна документація;
3. Інвестиційні проєкти, техніко-економічні обґрунтування і розрахунки, проєкти і робочі проєкти на будівництво нових та розширення, реконструкцію, технічне переозброєння діючих підприємств; документація по перепрофілюванню, консервації та ліквідації діючих підприємств, окремих цехів, виробництв та інших промислових і господарських об'єктів, які можуть негативно впливати на стан навколишнього природного середовища, в тому числі військового та оборонного призначення;
4. Проєкти законодавчих та інших нормативно-правових актів, що регулюють відносини в галузі забезпечення екологічної (в тому числі радіаційної) безпеки, охорони навколишнього природного середовища і використання природних ресурсів, діяльності, що може негативно впливати на стан навколишнього природного середовища;
5. Документація по впровадженню нової техніки, технологій, матеріалів і речовин (у тому числі тих, що закуповуються за кордоном), які можуть створити потенційну загрозу навколишньому природному середовищу
6. Документація щодо генетично модифікованих організмів, що призначаються для використання у відкритій системі. Відповідно до рішень Кабінету Міністрів України, Уряду Автономної Республіки Крим, місцевих Рад чи їх виконавчих комітетів державній екологічній експертизі можуть підлягати екологічні ситуації, що склалися в окремих населених пунктах і регіонах, а також діючі об'єкти та комплекси, в тому числі військового та оборонного призначення, що мають значний негативний вплив на стан навколишнього природного середовища.

#### Спеціальні вимоги до документації на об'єкти державної екологічної експертизи
В документації на об'єкти державної екологічної експертизи повинні передбачатися:
1. Комплексна еколого-економічна оцінка впливу запланованої чи здійснюваної діяльності на стан навколишнього природного середовища, використання і відтворення природних ресурсів, оформлена у вигляді окремого тому (книги, розділу) документації і Заяви про екологічні наслідки діяльності;
2. Обґрунтування впровадження сучасних, досконалих нематеріало- і неенергоємних, мало- і безвідхідних технологічних процесів;
3. Забезпечення комплексної переробки, утилізації і ефективного використання відходів виробництва;
4. Заходи щодо економії водних ресурсів, забезпечення ефективної очистки всіх видів стічних вод, а також їх використання для технічних потреб без скидання цих вод у природні водотоки і водойми;
5. Дієвість і досконалість передбачуваних заходів щодо охорони атмосферного повітря від забруднення;
6. Забезпечення збереження, охорони і відтворення об'єктів рослинного і тваринного світу та природно-заповідного фонду;
7. Забезпечення захисту населення і навколишнього природного середовища від шкідливого впливу антропогенних фізичних, хімічних та біологічних факторів.

Документація, що подається на об'єкти державної екологічної експертизи, повинна бути у встановленому порядку погоджена з заінтересованими органами та містити оцінку можливих соціальних наслідків. Замовники державної екологічної експертизи зобов'язані підготувати Заяву про екологічні наслідки діяльності та матеріали, на яких вона ґрунтується.

### Громадська екологічна експертиза
Громадська екологічна експертиза може здійснюватися в будь-якій сфері діяльності, що потребує екологічного обґрунтування, за ініціативою громадських організацій чи інших громадських формувань. Громадська екологічна експертиза може здійснюватися одночасно з державною екологічною експертизою шляхом створення на добровільних засадах тимчасових або постійних еколого-експертних колективів громадських організацій чи інших громадських формувань.

### Інші екологічні експертизи
Інші екологічні експертизи можуть здійснюватися за ініціативою заінтересованих юридичних і фізичних осіб на договірній основі із спеціалізованими еколого-експертними органами і формуваннями. Примірний договір про надання еколого-експертних послуг затверджується спеціально уповноваженим центральним органом виконавчої влади з питань екології та природних ресурсів.

## Державне регулювання та управління в галузі екологічної експертизи

### Компетенція Верховної Ради України в галузі екологічної експертизи
До відання Верховної Ради України в галузі екологічної експертизи належить:
1. Законодавче регулювання відносин у галузі екологічної експертизи;
2. Визначення основних принципів і порядку здійснення державної, громадської та інших екологічних експертиз;
3. Вирішення інших питань у галузі екологічної експертизи.

### Компетенція Верховної Ради Автономної Республіки Крим у галузі екологічної експертизи
До відання Верховної Ради Автономної Республіки Крим у порядку, встановленому цим Законом та іншими актами законодавства, належить:
1. Координація діяльності суб'єктів екологічної експертизи;
2. Здійснення контролю за дотриманням законодавства про екологічну експертизу;
3. Вирішення інших питань у галузі екологічної експертизи у межах своєї компетенції.

Органи державного управління в галузі екологічної експертизи
Державне управління в галузі екологічної експертизи здійснюють Кабінет Міністрів України, Уряд Автономної Республіки Крим, місцеві Ради, органи виконавчої влади на місцях, спеціально уповноважений центральний орган виконавчої влади з питань екології та природних ресурсів як спеціально уповноважений орган у цій галузі і його органи на місцях та інші органи державної виконавчої влади відповідно до законодавства України.

### Компетенція Кабінету Міністрів України в галузі екологічної експертизи
Кабінет Міністрів України в галузі екологічної експертизи:
1. Призначає проведення державної екологічної експертизи екологічних ситуацій та діючих об'єктів і комплексів, негативний вплив яких на стан навколишнього природного середовища поширюється або може поширюватися за межі однієї області чи за межі Автономної Республіки Крим;
2. Призначає проведення додаткової державної екологічної експертизи зазначених у пункті 1 цієї статті об'єктів екологічної експертизи;
3. Визначає порядок передачі документації на державну екологічну експертизу;
4. Затверджує перелік видів діяльності та об'єктів, що становлять підвищену екологічну небезпеку;
5. Здійснює й інші функції в галузі екологічної експертизи в межах своєї компетенції.

### Компетенція Уряду Автономної Республіки Крим у галузі екологічної експертизи
Уряд Автономної Республіки Крим у порядку, встановленому цим Законом та іншими законодавчими актами:
1. Приймає рішення про проведення державної екологічної експертизи екологічних ситуацій та діючих об'єктів і комплексів, негативний вплив яких на стан навколишнього природного середовища поширюється за межі одного району;
2. Призначає проведення додаткової державної екологічної експертизи зазначених у пункті 1 цієї статті об'єктів екологічної експертизи;
3. Вирішує інші питання у галузі екологічної експертизи в межах своєї компетенції.

### Компетенція місцевих Рад у галузі екологічної експертизи
Місцеві Ради в межах відповідної території у порядку, встановленому цим Законом та іншими законодавчими актами:
1. Приймають рішення і організують у разі необхідності проведення екологічної експертизи;
2. Визначають граничні розміри відрахувань на проведення екологічних експертиз з відповідних позабюджетних фондів охорони навколишнього природного середовища;
3. Координують діяльність суб'єктів екологічної експертизи;
4. Сприяють інформуванню населення про результати екологічнихекспертиз;
5. Здійснюють контроль за дотриманням вимог законодавства про екологічну експертизу;
6. Вирішують інші питання у галузі екологічної експертизи в межах своєї компетенції

. Окремі повноваження щодо регулювання відносин у галузі екологічної експертизи місцеві Ради можуть делегувати своїм виконавчим комітетам.

### Компетенція спеціально уповноваженого центрального органу виконавчої влади з питань екології та природних ресурсів в галузі екологічної експертизи
До відання спеціально уповноваженого центрального органу виконавчої влади з питань екології та природних ресурсів і його органів на місцях належить:
1. Здійснення державної екологічної експертизи, в тому числі додаткової;
2. Затвердження у встановленому порядку нормативно-технічних та інструктивно-методичних документів у галузі екологічної експертизи;
3. Формування системи і структури експертних підрозділів у складі Міністерства та його органів на місцях;
4. Створення у встановленому порядку спеціалізованих установ і організацій, необхідних для науково-технічного забезпечення державної екологічної експертизи;
5. Залучення спеціалістів і науковців до проведення державної екологічної експертизи;
6. Здійснення заходів щодо забезпечення еколого-експертних підрозділів, установ і організацій висококваліфікованими фахівцями, вдосконалення експертної діяльності, форм і методів еколого-експертного аналізу та оцінки об'єктів екологічної експертизи;
7. Координація еколого-експертної діяльності, здійснення методичного керівництва з питань проведення екологічної експертизи незалежно від її форм;
8. Узагальнення практики проведення екологічної експертизи, застосування новітніх форм і методів еколого-експертного аналізу та оцінки;
9. Здійснення інших функцій у галузі екологічної експертизи відповідно до законодавства України.

### Компетенція статутних органів об'єднань громадян та інших громадських формувань у галузі екологічної експертизи
Компетенція статутних органів об'єднань громадян та інших громадських формувань у галузі екологічної експертизи визначається їх статутними документами відповідно до законодавства України.

### Експертні та консультативні ради екологічної експертизи
Експертні та консультативні ради екологічної експертизи можуть утворюватися на добровільних засадах при державних еколого-експертних органах, об'єднаннях громадян та інших формуваннях з працівників науково-дослідних установ, вузів, висококваліфікованих спеціалістів - практиків народного господарства, представників громадськості та засобів масової інформації. Типове положення про експертні та консультативні ради екологічної експертизи затверджується спеціально уповноваженим центральним органом виконавчої влади з питань екології та природних ресурсів.

## Статус експерта екологічної експертизи

### Експерт екологічної експертизи
Експертом екологічної експертизи може бути спеціаліст, який має вищу освіту, відповідну спеціальність, кваліфікацію і професійні знання, володіє навичками 
аналізу експертної інформації і методикою еколого-експертної оцінки, а також 
має практичний досвід у відповідній галузі не менше трьох років.

### Права експерта державної екологічної експертизи
Експерт державної екологічної експертизи має право:
1. Одержувати на свою вимогу відомості та матеріали, необхідні для проведення екологічної експертизи;
2. Ставити питання про відхилення поданих на екологічну експертизу матеріалів, які не відповідають вимогам природоохоронного законодавства, екологічним стандартам і нормативам та врахування яких потребує додаткових досліджень, пошукових робіт чи виділення додаткових капіталовкладень;
3. Вносити пропозиції про залучення до проведення екологічної експертизи висококваліфікованих спеціалістів, науковців, створення належної матеріально-технічної та інформаційної бази;
4. На викладення особистої думки щодо висновків проведеної екологічної експертизи.

### Обов'язки експерта екологічної експертизи
Експерт екологічної експертизи зобов'язаний:
1. Дотримувати встановлених строків та порядку здійснення екологічної експертизи, норм і вимог законодавства про охорону навколишнього природного середовища, раціональне використання і відтворення природних ресурсів, забезпечення екологічної безпеки;
2. Забезпечувати всебічне, комплексне, об'єктивне, якісне і ефективне проведення екологічної експертизи;
3. Своєчасно готувати обґрунтовані та об'єктивні висновки;
4. Обґрунтовувати пропозиції про повернення документації на об'єкти екологічної експертизи на доопрацювання;
5. Вносити відповідні пропозиції щодо вдосконалення форм і методів проведення екологічної експертизи;
6. Заявляти самовідвід за наявності особистої заінтересованості щодо конкретного об'єкта екологічної експертизи.

### Гарантії незалежності експерта екологічної експертизи
Незалежність експерта екологічної експертизи забезпечується:
1. Проведенням екологічної експертизи у встановленому законодавством порядку;
2. Виконанням еколого-експертних функцій відповідно до вимог законодавства незалежно від розпоряджень посадових осіб державних органів, об'єднань громадян та інших формувань;
3. Свободою вибору форм і методів еколого-експертного аналізу і оцінки та викладення особистої думки з питань проведеного аналізу;
4. Забороною втручатися будь-кому в проведення екологічної експертизи, за винятком випадків порушення експертом вимог законодавства;
5. Захистом порушених прав експерта у встановленому законодавством порядку.

## Права та обов'язки замовників екологічної експертизи

### Права замовників екологічної експертизи
Замовники екологічної експертизи мають право:
1. Порушувати відповідні клопотання та одержувати консультації;
2. Надавати суб'єктам екологічної експертизи письмові чи усні пояснення, зауваження, пропозиції щодо об'єктів екологічної експертизи чи з окремих їх рішень та обґрунтувань;
3. Знайомитися з висновками екологічної експертизи;
4. Клопотати про проведення додаткової екологічної експертизи;
5. Одержувати інформацію про хід проведення екологічної експертизи;
6. Здійснювати й інші функції в галузі екологічної експертизи в порядку, встановленому законодавством.

### Обов'язки замовників екологічної експертизи
Замовники екологічної експертизи зобов'язані:
1. Подавати на екологічну експертизу необхідні матеріали на об'єкти екологічної експертизи і висновки щодо попередньої оцінки їх впливу на навколишнє природне середовище;
2. Сприяти суб'єктам екологічної експертизи в об'єктивному і комплексному розгляді об'єктів екологічної експертизи та їх науково обґрунтованій оцінці;
3. Надавати суб'єктам екологічної експертизи необхідні додаткові відомості та матеріали;
4. Своєчасно вносити до документації на об'єкти екологічної експертизи необхідні корективи і зміни, що не потребують конструктивних досліджень і розрахунків, оплачувати виконані еколого-експертні роботи згідно з договорами;
5. Виконувати вимоги висновків екологічної експертизи;
6. Вирішувати інші питання відповідно до законодавства України.

## Порядок проведення екологічної експертизи

### Процедура проведення екологічної експертизи
Процедура проведення екологічної експертизи передбачає вирішення еколого-експертними органами чи формуваннями завдань експертного дослідження і оцінку об'єктів екологічної експертизи, підготовку обґрунтованого об'єктивного еколого-експертного висновку.
Процедура проведення екологічної експертизи передбачає:
1) перевірку наявності та повноти необхідних матеріалів і реквізитів на об'єкти екологічної експертизи та створення еколого-експертних комісій (груп) відповідно до вимог законодавства (підготовча стадія);
2) аналітичне опрацювання матеріалів екологічної експертизи, в разі необхідності натурні обстеження і проведення на їх основі порівняльного аналізу і часткових оцінок ступеня екологічної безпеки, достатності та ефективності екологічних обґрунтувань діяльності об'єктів екологічної експертизи (основна стадія);
3) узагальнення окремих експертних досліджень одержаної інформації та наслідків діяльності об'єктів експертизи, підготовку висновку екологічної експертизи та подання його заінтересованим органам і особам (заключна стадія).

### Умови і підстави проведення державної екологічної експертизи
Державна екологічна експертиза проводиться у разі:
1) наявної або можливої потенційної небезпеки об'єктів екологічної експертизи для навколишнього природного середовища;
2) прийняття відповідного рішення Кабінетом Міністрів України, Урядом Автономної Республіки Крим, місцевими Радами чи їх виконавчими комітетами, судом та правоохоронними органами відповідно до законодавства;
3) обумовленості загальнодержавними екологічними інтересами.
Державна екологічна експертиза видів діяльності та об'єктів, що становлять підвищену екологічну небезпеку, проводиться після оголошення замовником через засоби масової інформації Заяви про екологічні наслідки діяльності і подання еколого-експертним органам комплекту документів з обґрунтуванням оцінки впливу на навколишнє природне середовище. Порядок передачі документації на державну екологічну експертизу визначається Кабінетом Міністрів України.

### Заява про екологічні наслідки діяльності
Заява про екологічні наслідки діяльності повинна містити відомості про:
а) заплановану діяльність, мету і шляхи її здійснення;
б) суттєві фактори, що впливають чи можуть впливати на стан навколишнього природного середовища з урахуванням можливості виникнення надзвичайних екологічних ситуацій;
в) кількісні та якісні показники оцінки рівнів екологічного ризику запланованої діяльності, а також заходи, що гарантують впровадження діяльності відповідно до екологічних стандартів і нормативів;
г) інформування громадськості щодо запланованої діяльності, її мету і шляхи її здійснення.

### Вимоги до матеріалів оцінки впливу на навколишнє природне середовище
У матеріалах оцінки впливу на навколишнє природне середовище запланованої чи здійснюваної діяльності обґрунтовуються її доцільність та способи реалізації, можливі альтернативні варіанти рішень, характеристика стану навколишнього природного середовища території, види та рівні впливу на нього в нормальних і екстремальних умовах, можливі зміни його якісного стану, еколого-економічні наслідки діяльності, заходи щодо зменшення рівня екологічного ризику і забезпечення вимог екологічної безпеки.

### Шляхи проведення державної екологічної експертизи
Державна екологічна експертиза проводиться шляхом:
1) аналізу і оцінки об'єктів екологічної експертизи – групами спеціалістів еколого-експертних підрозділів чи спеціалізованих установ і організацій органів спеціально уповноваженого центрального органу виконавчої влади з питань екології та природних ресурсів;
2) еколого-експертних досліджень і оцінки об'єктів екологічної експертизи - спеціально створюваними комісіями із залученням фахівців - практиків та науковців інших підприємств, установ і організацій;
3) створення спеціально уповноваженим центральним органом виконавчої влади з питань екології та природних ресурсів спільно з іншими органами державної виконавчої влади міжгалузевих експертних комісій;
4) залучення на договірних засадах інших спеціалізованих організацій для попереднього експертного розгляду та підготовки відповідних пропозицій.
Державна екологічна експертиза інвестиційних програм і проєктів будівництва здійснюється згідно зі статтями 8 та 15 Закону України "Про інвестиційну діяльність".

### Строки проведення державної екологічної експертизи
Граничні строки проведення державної екологічної експертизи об'єктів:
1) групами спеціалістів еколого-експертних підрозділів, установ чи організацій спеціально уповноваженого центрального органу виконавчої влади з питань екології та природних ресурсів - до 45 календарних днів з продовженням у разі потреби до 60 днів, а у виняткових випадках, залежно від складності проблеми, - до 120 днів;
2) спеціально створеними міжгалузевими еколого-експертними комісіями чи іншими спеціалізованими організаціями - до 90 календарних днів;
3) за доопрацьованими матеріалами відповідно до висновків попередньої екологічної експертизи - до 30 календарних днів.
Початком державної екологічної експертизи вважається день подання еколого-експертному органу комплекту необхідних матеріалів і документів, а у разі необхідності - і додаткової науково-дослідної інформації з тих питань, що виникли під час проведення експертизи.

### Висновки державної екологічної експертизи
Висновки державної екологічної експертизи повинні містити оцінку екологічної допустимості і можливості прийняття рішень щодо об'єкта екологічної експертизи та враховувати соціально-економічні наслідки.
Позитивні висновки державної екологічної експертизи після затвердження їх спеціально уповноваженим центральним органом виконавчої влади з питань екології та природних ресурсів чи його органами на місцях є підставою для відкриття фінансування проєктів і програм чи діяльності.
Реалізація проєктів і програм чи діяльності без позитивних висновків державної екологічної експертизи забороняється. В разі негативної оцінки об'єктів державної екологічної експертизи замовник зобов'язаний забезпечити їх доопрацювання відповідно до вимог еколого-експертного висновку і своєчасну передачу матеріалів на додаткову державну екологічну експертизу.

### Строк дії висновків державної екологічної експертизи
Позитивний висновок державної екологічної експертизи є дійсним протягом трьох років від дня його видачі. Якщо за цей час не розпочато реалізацію рішення щодо об'єкта державної екологічної експертизи, то він підлягає новій державній екологічній експертизі. Оголошення заяви про проведення громадської екологічної експертизи
З метою інформування населення та погодження дій з іншимиоб'єднаннями громадян суб'єкти громадської екологічної експертизи оголошують через засоби масової інформації Заяву про проведення громадської екологічної експертизи, в якій зазначаються відомості про склад громадського еколого-експертного формування, перелік спеціалістів, залучених до участі в експертизі, об'єкт екологічної експертизи, строки її проведення. Заява про проведення громадської екологічної експертизи подається до відповідних місцевих Рад, органів державної виконавчої влади та державної екологічної експертизи. Висновки громадської екологічної експертизи
Висновки громадської екологічної експертизи можуть бути висвітлені у засобах масової інформації і надіслані відповідним Радам, органам виконавчої влади на місцях, органам державної екологічної експертизи, іншим заінтересованим органам і особам та замовникам об'єктів екологічної експертизи, стосовно яких вона проводилася. Висновки громадської екологічної експертизи можуть враховуватися при проведенні державної екологічної експертизи, а також органами, що приймають рішення про реалізацію об'єкта експертизи.

### Зміст висновків екологічної експертизи
Висновки екологічної експертизи складаються з вступної (протокольної), констатуючої (описової) та заключної (оціночно-узагальнюючої) частин.
У вступній частині містяться дані про орган, що проводив екологічну експертизу, склад експертів, час проведення, найменування об'єкта екологічної експертизи, його кількісні та якісні показники, відомості про виконавців і замовників екологічної експертизи та про орган, який приймає рішення щодо реалізації об'єкта екологічної експертизи. 
У констатуючій частині подається коротка характеристика видів запланованої чи здійснюваної діяльності, її впливу на стан навколишнього природного середовища, ступеня екологічного ризику відповідних заходів, спрямованих на нейтралізацію і запобігання цьому впливові, забезпечення вимог екологічної безпеки, охорону навколишнього природного середовища, раціональне використання і відтворення природних ресурсів 
У заключній частині містяться узагальнена оцінка об'єкта екологічної експертизи, зауваження і пропозиції щодо вдосконалення обґрунтування його екологічного впливу, висновки щодо схвалення, повернення на доопрацювання чи відхилення його від подальшого еколого-експертного розгляду з посиланням на відповідні нормативні документи та щодо можливості прийняття рішення про подальшу реалізацію об'єкта екологічної експертизи.

### Оскарження висновків державної екологічної експертизи
Юридичні особи, заінтересовані в спростуванні висновків державної екологічної експертизи або їх окремих положень, подають обґрунтовану заяву до відповідних Рад, органів державної виконавчої влади, державної екологічної експертизи та інших органів, які приймали рішення про проведення такої експертизи. В разі відмови у розгляді заяви вони мають право звернутися до суду. Відповідні Ради, органи державної екологічної експертизи, інші органи, які приймали рішення про проведення державної екологічної експертизи, зобов'язані в місячний строк розглянути подану заяву і за наявності підстав призначити проведення додаткової державної екологічної експертизи із залученням незалежних експертів. Оскарження висновків державної екологічної
експертизи не припиняє їх дії. Висновки додаткової державної екологічної експертизи є остаточними для прийняття відповідним органом рішення щодо подальшої реалізації об'єкта екологічної експертизи.

### Визнання висновків державної екологічної експертизи недійсними
Висновки державної екологічної експертизи можуть бути визнані недійсними в судовому порядку в разі:
1) порушення вимог законодавства про проведення державної екологічної експертизи;
2) недотримання державних санітарних норм, правил, гігієнічних нормативів, будівельних норм і правил, вимог щодо охорони навколишнього природного середовища, використання природних ресурсів та забезпечення екологічної безпеки;
3) неврахування важливих достовірних відомостей про стан екологічної ситуації, що склалася в районі (місці) реалізації об'єкта екологічної експертизи, який може негативно впливати на стан навколишнього природного середовища, природних ресурсів, здоров'я людей;
4) порушення прав учасників еколого-експертного процесу, якщо це призвело до неправдивого висновку екологічної експертизи.
Оскарження рішень, прийнятих на підставі висновків державної екологічної експертизи
Рішення, прийняті відповідними органами на підставі висновків державної екологічної експертизи, можуть бути оскаржені заінтересованими юридичними та фізичними особами до відповідних вищих органів протягом місяця від дня їх прийняття, а в разі незгоди з рішеннями цих органів - в судовому порядку відповідно до законодавства України.

## Фінансування екологічної експертизи

### Фінансування державної екологічної експертизи
Фінансування державної екологічної експертизи здійснюється її замовником. Державні екологічні експертизи об'єктів, що реалізуються за рахунок державних капіталовкладень, фінансуються за рахунок державного бюджету. Фінансування державної екологічної експертизи екологічних ситуацій та екологічно небезпечних діючих об'єктів і комплексів, що проводиться за рішенням Кабінету Міністрів України, Уряду Автономної Республіки Крим, місцевих Рад чи їх виконавчих комітетів, здійснюється відповідно за рахунок коштів державного бюджету, бюджету Автономної Республіки Крим, місцевих бюджетів, а також відповідних позабюджетних фондів охорони навколишнього природного середовища. Кошти на проведення державної екологічної експертизи об'єктів, які фінансуються за рахунок її замовників чи державних капіталовкладень, виділяються в межах лімітів проєктно-кошторисної документації згідно з нормативами, що встановлюються Кабінетом Міністрів України.

### Фінансування громадської екологічної експертизи
Фінансування громадської екологічної експертизи здійснюється за рахунок коштів об'єднань громадян, громадських природоохоронних та інших фондів, а також цільових добровільних грошових внесків громадян, підприємств, установ і організацій.

### Фінансування інших екологічних експертиз
Замовники інших екологічних експертиз, особи, заінтересовані в проведенні додаткових експертиз, а також підприємства, установи та організації, що експлуатують екологічно небезпечні об'єкти, які негативно впливають на стан навколишнього природного середовища і здоров'я людей, проводять екологічні експертизи за свій рахунок згідно з договорами.

## Відповідальність за порушення законодавства про екологічну експертизу
Правопорушеннями в галузі екологічної експертизи є:
1) порушення встановленого законодавством порядку проведення екологічної експертизи;
2) надання свідомо неправдивих відомостей про екологічні наслідки діяльності об'єкта екологічної експертизи;
3) надання дозволів на спеціальне природокористування; фінансування та реалізація проєктів і програм чи діяльності, які можуть негативно впливати на стан навколишнього природного середовища без позитивного висновку екологічної експертизи;
4) здійснення екологічної експертизи неправоздатними підприємствами, установами, організаціями, об'єднаннями громадян та іншими формуваннями;
5) недотримання під час реалізації об'єкта експертизи вимог щодо охорони навколишнього природного середовища, використання природних ресурсів та забезпечення екологічної безпеки відповідно до висновку державної екологічної експертизи;
6) незаконне втручання будь-кого у проведення екологічної експертизи;
7) ухилення від надання на законну вимогу державних еколого-експертних органів і формувань необхідних відомостей і матеріалів;
8) підготовка свідомо неправдивого висновку державної екологічної експертизи.